# دریچه ریوی
دریچه ریوی، سینی یا پولمونری (به انگلیسی: Pulmonary valve) یک دریچه نیمه‌هلالی در قلب انسان است که بطن راست را به سرخرگ ریوی متصل می‌کند. این دریچه هنگامی که فشار در بطن راست بیشتر از سرخرگ آئورتی باشد در سیستول بطنی باز می‌شود. دریچه‌های نیمه هلالی به رشته‌های قلب (طناب‌های وتری) وصل نیستند و فشار زیاد در سرخرگ‌ها در پایان سیستول موجب بسته‌شدن بسیار سریع و محکم آن‌ها می‌شود درحالیکه دریچه‌های دهلیزی-بطنی بسیار نرم بسته می‌شوند. لازم است ذکر شود که بسته شدن دریچه ریوی (دریچه ششی) در ایجاد صدای دوم قلب (تاک) نقش دارد.

## تنگی دریچه ریوی
اگر فشار موجود در سرخرگ ریوی به بیشتر از ۲۵ میلی‌متر جیوه در حالت استراحت (نرمال ۲۰–۱۰میلی‌متر جیوه) یا افزایش بیش از ۳۰ میلی‌متر جیوه در حالت فعالیت (نرمال ۳۰–۲۰ میلی‌متر جیوه) برسد، نارسایی فشار خون ریوی یا به عبارتی تنگی دریچه ریوی در نظر گرفته می‌شود. تنگی دریچه ریوی، یک ضایعه مادرزادی است، با این حال در بزرگسالان نیز بر اثر نارسایی‌هایی، ممکن است پدید آید.

## اهمیت بالینی
قلب راست یک سیستم کم‌فشار است، به این معنی که جزء P2 صدای قلب دوم معمولاً نرمتر از جزء A2 در هنگام بازدم است. با این حال، در برخی از افراد جوان طبیعی است که هر دو جزء در طول استنشاق از هم جدا شوند که نشان دهنده پاسخ فیزیولوژیکی است.

## نگارخانه

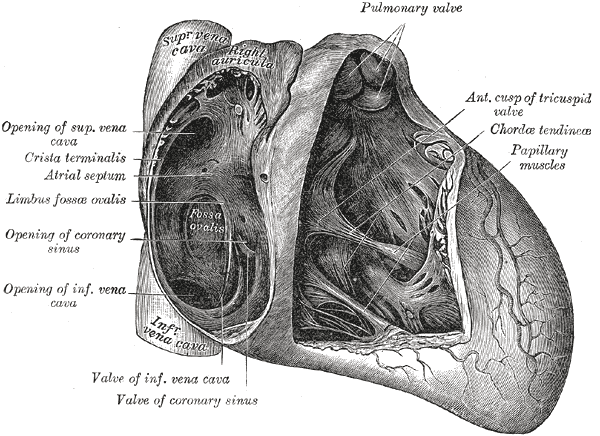
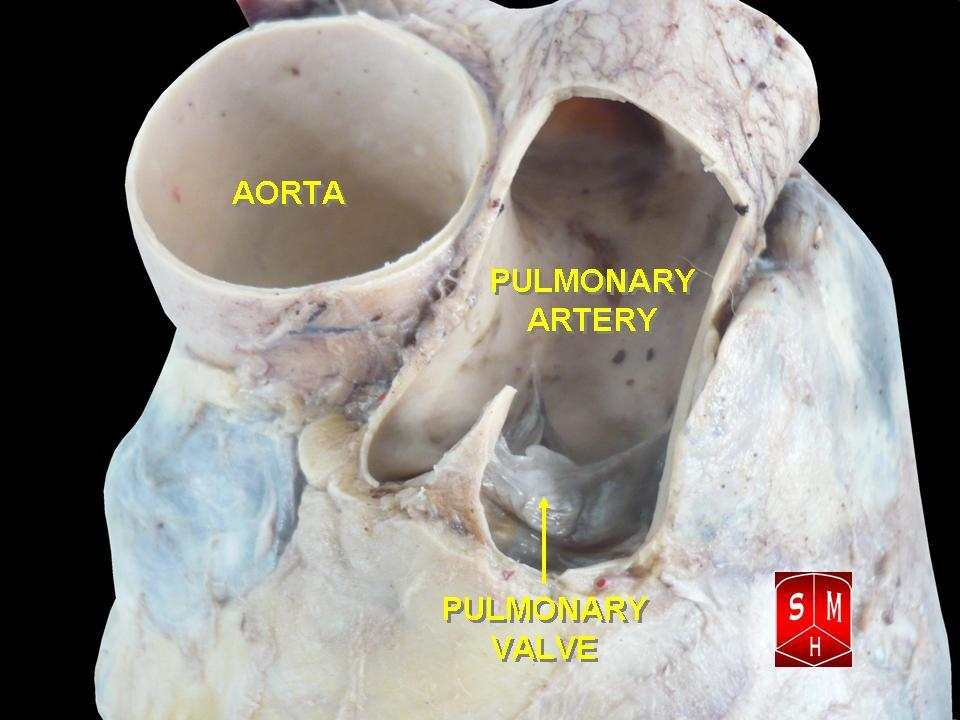
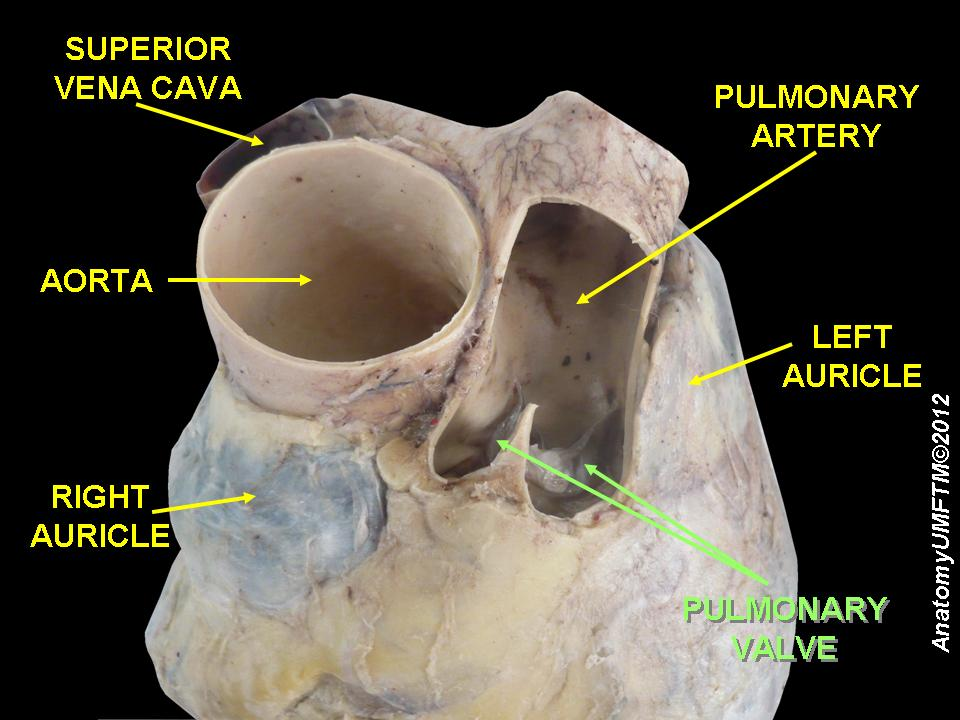